# Dharavandhoo

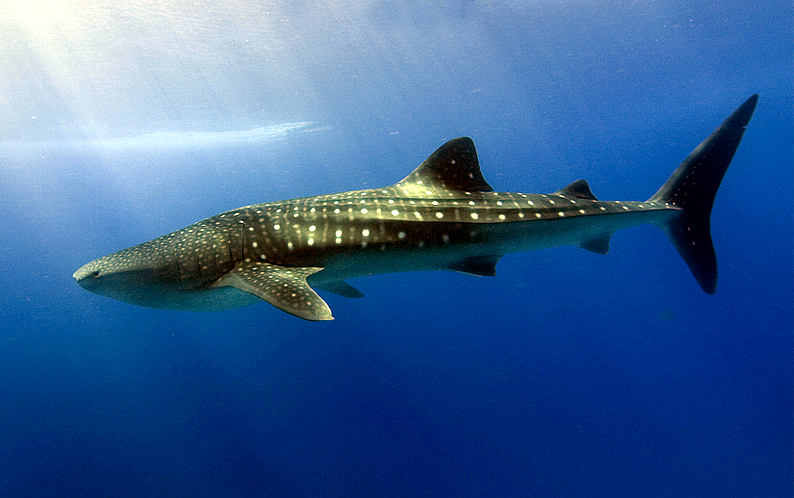
Walhai im Gewässer von Dharavandhoo

Dharavandhoo (Süd-Maalhosmadulu ދަރަވަންދޫ}) ist eine kleine Insel im Süd-Maalhosmadulu-Atoll im Inselstaat Malediven in der Lakkadivensee (Indischer Ozean). Sie ist eine der wenigen Inseln im Atoll, die von Einheimischen bewohnt ist. Die Einwohnerzahl im Jahr 2014 betrug 744 Personen.

## Geographie
Dharavandhoo gehört zur westlichen Inselkette der Malediven und befindet sich in einer Entfernung von rund 116 Kilometern zur Hauptstadt Malé auf der gleichnamigen Hauptinsel Malé. Dharavandhoo hat eine annähernd elliptische Form mit einer Länge von 1,33 und einer maximalen Breite von 0,48 Kilometern. Die Landfläche beträgt 0,455 Quadratkilometer und erhebt sich überwiegend nicht mehr als einen Meter über den Meeresspiegel. Am Südrand der Insel befindet sich der Dharavandhoo Airport, dessen Start- und Landebahn sich über nahezu die gesamte Länge der Insel erstreckt. Am Nordrand der Insel befindet sich ein kleiner Hafen. Mehrere Fährverbindungen verknüpfen Dharavandhoo mit umliegenden Inseln.

## Verwaltung
Dharavandhoo zählt zum maledivischen Verwaltungsatoll Maalhosmadulu Dhekunuburi mit der Thaana-Kurzbezeichnung ބ (Baa).

## Klima und Ökologie
Dharavandhoo verfügt über ein konstant warmes, tropisches Klima mit hoher Luftfeuchtigkeit. Die Temperaturen fallen selbst nachts selten unter 25 °C. Von Mai bis November dauert eine regnerische Monsunzeit.
Die Insel Dharavandhoo ist wie alle Atollinseln der Malediven durch den Klimawandel und den damit einhergehenden weltweiten Anstieg des Meeresspiegels stark bedroht. Aufgrund des sehr flachen Geländes der Insel besteht die Gefahr, dass sie bei Tsunamis teilweise überflutet wird. Ein solcher Fall trat nach dem Erdbeben im Indischen Ozean 2004 ein, als einige Häuser sowie Teile der Infrastruktur von Dharavandhoo stark beschädigt wurden. Auch die benachbarten Inseln Eydhafushi, Kendhoo, Kihaadhoo und Dhonfanu im Distrikt Baa sowie fast alle Atolle der Malediven erlitten erhebliche Schäden. Im Rahmen von staatlichen Wiederaufbauprogrammen unter Mithilfe privater Organisationen wurden die Schäden inzwischen beseitigt.